# Бараний Берег (район Петрозаводска)
Бараний Берег (карел. Bošinrandu) — район города Петрозаводска, расположенный в восточной части города, на полуострове Бараний Берег. Граничит с городскими жилыми районами Зимник и Немецкий Наволок, акваторией Петрозаводской губы Онежского озера и Прионежским муниципальным районом.

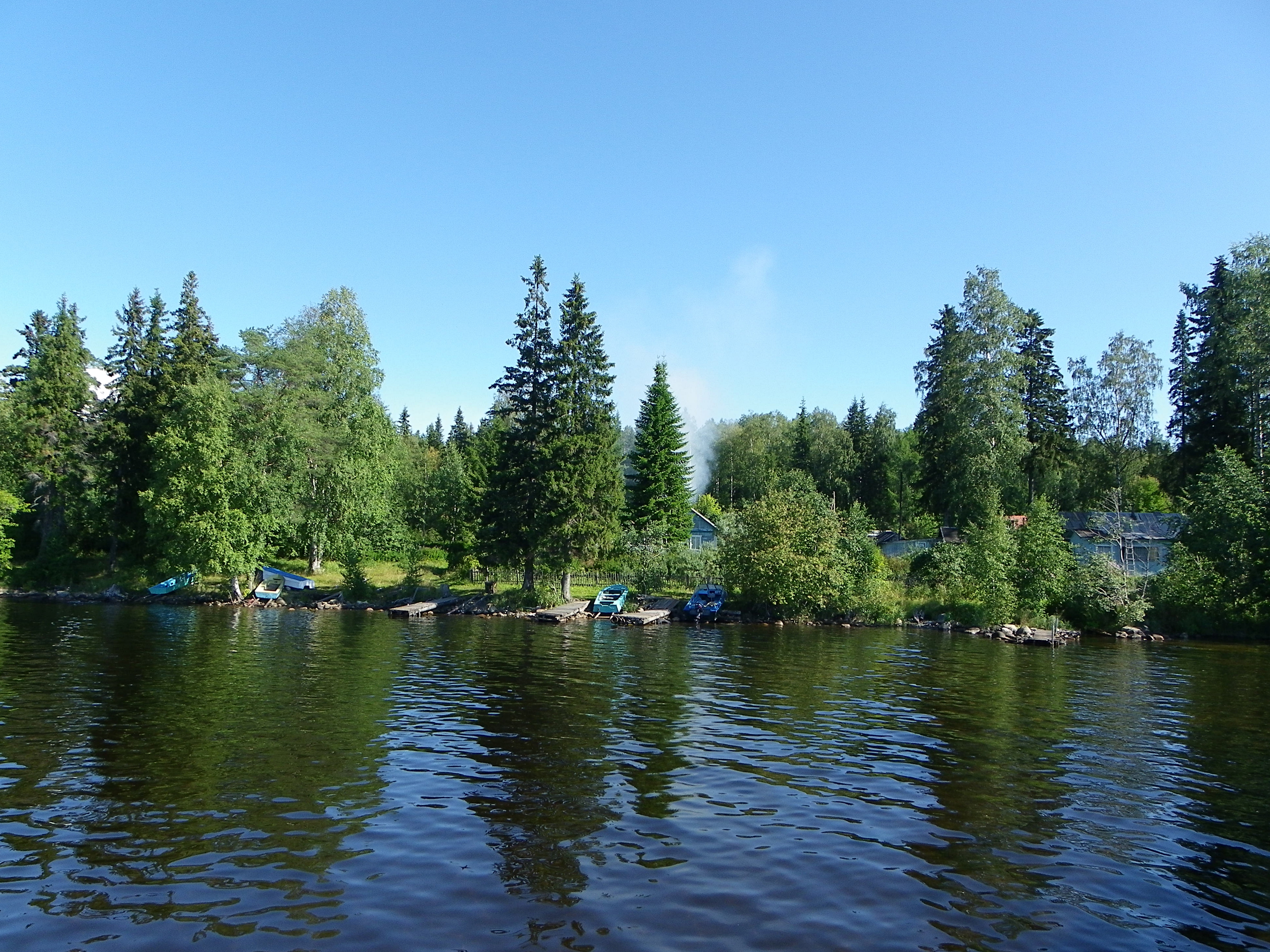
Бараний Берег

## Топоним
Слово «Бараний» в названии района происходит от множества находящихся в этой местности валунов, которые в просторечье ранее называли «бараньи лбы».
Слово «Берег» в названии отражает расположение данного района — Бараний Берег находится на берегу озера.

## Улицы района
В состав района входит 1 улица — улица Бараний Берег.

## История района
Первое поселение на территории современного района возникло ориентировочно в 4000 году до нашей эры (поселение условно названо Бараний Берег-III). Через тысячу лет, ориентировочно в 3000 году до нашей эры территория Бараньего Берега продолжала заселяться (эти поселения условно названы Бараний Берег-I, Бараний Берег-II, Бараний Берег-IV).
В 1910-х годах на Бараньем Берегу крестьяне Ялгубской волости производили заготовку дров, в том числе для нужд Петрозаводска. Для этих целей на Бараний Берег была построена дорога.
В 1921 году на Бараньем Берегу находился концентрационный лагерь для враждебных советской власти лиц. Заключённые концлагеря занимались заготовками дров.
После закрытия лагеря заготовка дров была разрешена всем жителям Петрозаводска при условии их объединения для этого в артели численностью не менее 10 человек. Доставкой дров и заготовителей ведал Карлестоп.
В 1922 году на Бараньем Берегу действовал овчинный завод.
В 1920-е годы на месте современного района возник хутор Бараний Берег, который подчинялся Ялгубскому сельсовету, имелись жилые дома и бараки.
В 1926 году земля на Бараньем Берегу была передала финским колонистам для обработки и строительства жилья.
До 29 августа 1927 года Бараний Берег находился в составе Петрозаводского уезда, с 29 августа 1927 года по 20 апреля 1930 года — в составе Прионежского района, с 20 апреля 1930 года по декабрь 1933 года — в составе Петрозаводского района, с декабря 1933 года по 16 февраля 1935 года — в составе Прионежского района).
В 1934 г. на Бараньем Берегу начато строительство 57 дач рабочих Петрозаводской лыжной фабрики, моторный катер доставлял дачников с дач на фабрику и обратно, была построена баня, устроен огород.
16 февраля 1935 года Бараний Берег включён в состав города Петрозаводска.
С 1980-х годов в Бараньем Берегу идёт дачное строительство (в 1985 году на территории бывшего пионерлагеря «Юный водник» было создано садовое товарищество «Водник»).
В 1970—2010-х на Бараньем Берегу летом на собственной даче жил народный художник России Мюд Мечев, пейзажи этого местечка неоднократно становились темой произведений художника.
8 февраля 2018 года на территории Бараньего Берега образована одноимённая улица.

## Застройка
Бараний Берег застроен частными одноэтажными домами, в основном, деревянными.

## Транспорт
Бараний Берег является труднодоступным районом Петрозаводска, поскольку связан с основной частью города лишь одной дорогой. До Бараньего Берега до 2009 года можно было добраться водным путём (имеется пристань Бараний Берег). С середины 1930-х по 1941 годы и с 1949 по 2009 годы действовала городская водная линия, связывавшая центр города с Бараньим Берегом.